# 淡輪隆重
淡輪 隆重（たんのわ/たんなわ たかしげ）は、戦国時代から安土桃山時代にかけての武将、大名。和泉淡輪城主。初名は良重といい、後に隆重と改めて、徹斎（てっさい）と号したので、淡輪徹斎の名でもしられる。

## 人物の比定
淡輪氏は「たんのわ・うじ」または「たんなわ・うじ」と読み、和泉国淡輪荘の豪族で、本姓は橘氏、鎌倉時代の武士で、同荘の下司職・橘兼重を祖とする。
淡輪姓の武将に、他に淡輪大和守がいるが、『佐藤行信氏文書』に淡輪徹斎と淡輪大和守をさして「淡輪両人」という表現があるため、大和守とは別人で、親子というわけでもなく、間柄は不明。同族の分家の者と思われる。ただし、しばしば同一人物として混同され、良重の通称を大和守とするものがある。

## 略歴
淡輪氏は戦国時代には和泉淡輪城に拠って、紀州と大坂との海運交通を抑える海賊衆として知られていた。淡輪氏はもともとは畠山氏に仕えていたが、その没落により、天正元年（1573年）には織田信長に属した。
徹斎らは石山合戦では佐久間信盛ら大坂攻め歴代主将の与力とされた。
天正4年（1576年）6月16日付の信長から荒木村重に宛てた黒印状の中で、佐久間信盛と淡輪衆は準備して毛利水軍に対処するように命じられている。同年7月13日、織田水軍の一員として木津川口で毛利水軍と戦ったようだが、敗北した。（第一次木津川口の戦い）
天正5年（1577年）、雑賀衆が三緘衆（みからみしゅう）を攻めたのを徹斎と大和守の連名で、取次役の万見重元に注進した。
天正6年（1578年）、徹斎と大和守は九鬼水軍と協同して熊野灘の雑賀水軍を追い払い、淡輪に迎い入れると、佐久間信栄に九鬼嘉隆の軍船が到着したことを報告した。（第二次木津川口の戦い）
本能寺の変で信長が斃れた後は豊臣秀吉に従い、秀吉の家臣・中村一氏の与力とされた。
徹斎には2男1女があり、長男は新兵衛重利、次男は六郎兵衛重政で、娘は第2代武家関白・豊臣秀次の側室となって小督局（こごうのつぼね）と呼ばれていた。この娘は、実は後藤六郎兵衛政義の娘で、養女であったというが、秀次の失脚と切腹事件に連座して、小督局は斬首され、淡輪氏も連累を受けて所領を没収された。徹斎の所領は6万石であったという。
没領によって淡輪城も廃城とされた。没年不詳。